# 啞女情深
《啞女情深》是依據台灣作家瓊瑤所撰寫的小說《啞妻》為基礎改編的電影作品。
劇中由於女主角為聾啞人士，因此導演也運用大量的內心戲獨白做處理，使得影片洋溢著濃厚的文藝氣息，而人物的性格衝突和情感的細緻描繪，也拓寬了原著的深度和格局。

## 劇情簡介
柳靜言與其啞妻方依依兩人感情甚深，但所生的女兒雪兒卻和自己一樣是聾啞人士，當再懷第二胎時，柳靜言強迫她墮胎，但方依依極力抗拒，於是柳靜言憤而拋妻出走。十年後，方依依病危，其女雪兒寫信求父親柳靜言回家，當他趕回家時，啞妻已撒手人寰。

## 人物角色
| 角色名稱     | 演員   | 備註 |
| ------------ | ------ | ---- |
| 方依依       | 王莫愁 |      |
| 柳靜言       | 柯俊雄 |      |
|              | 林璣   |      |
|              | 蔡慧華 |      |
| 丁珮         | 唐美麗 |      |
|              | 潘琪   |      |
| 雪兒（童年） | 伊娜   |      |

## 獎項

### 榮獲
- 金馬獎

- 「優等劇情片獎」
- 「最佳音樂獎」：左宏元
- 「最佳錄音獎」：洪瑞庭
- 「特別演技獎」：王莫愁

- 亞洲影展

- 「最佳編劇獎」：劉藝
- 「最佳攝影獎」：賴成英
- 「特別演技獎」：王莫愁

## 外部連結
- 開眼電影網上《啞女情深》的資料（繁體中文）
- 香港影庫上《啞女情深》的資料（繁體中文）
- 时光网上《啞女情深》的資料（简体中文）
- 豆瓣电影上《啞女情深》的資料 （简体中文）
- 爛番茄上《啞女情深》的資料（英文）
- AllMovie上《啞女情深》的资料（英文）
- 互联网电影数据库（IMDb）上《啞女情深》的资料（英文）
- 啞女情深（The Silent Wife），〈台灣電影資料庫〉